# ویلیام برون-مولر
ویلیام برون-مولر (انگلیسی: William Bruhn-Möller؛ ۱۱ فوریه ۱۸۸۷ – ۱۳ اوت ۱۹۶۴ (aged 77)) ورزشکار روئینگ اهل سوئد بود.
وی در مسابقات کشوری و بین‌المللی در مجموع برندهٔ ۱ مدال نقره شده‌است.